# Aifric Keogh
Aifric Keogh (* 9. Juli 1992 in Na Forbacha) ist eine irische Ruderin. Sie gewann die Silbermedaille bei den Europameisterschaften 2021 im Vierer ohne. Im gleichen Jahr wurde sie Olympiadritte.

## Karriere
Keogh begann 2006 mit dem Rudersport und feierte ihr internationales Debüt bei den U23-Weltmeisterschaften 2013. Zusammen mit Emily Tormey, Ailish Sheehan und Lisa Dilleen belegte sie im Vierer ohne Steuerfrau den vierten Platz. 2014 startete sie in derselben Bootsklasse mit Marie O’Neill, Emily Tormey und Barbara O’Brien bei den Weltmeisterschaften. Sie belegten den vierten Platz im B-Finale und damit in der Endabrechnung Platz 10. Bei den Weltmeisterschaften 2015 startete sie erneut im irischen Vierer ohne. Dieses Mal belegte sie mit Monika Dukarska, Leonora Kennedy und Barbara O’Brien den fünften Platz.
2017 startete sie beim zweiten Ruder-Weltcup der Saison in Posen zusammen mit Aileen Crowley im Zweier ohne Steuerfrau. Die beiden belegten den zweiten Platz im B-Finale und damit in der Endabrechnung Platz acht. Anschließend gingen sie in derselben Bootsklasse auch bei den Weltmeisterschaften an den Start, wo sie am Ende ebenfalls Platz acht erreichten. Ein Jahr später trat sie zusammen mit Emily Hegarty im Zweier ohne beim ersten Weltcup der Saison in Belgrad an. Mit dem vierten Platz im Halbfinale verpassten sie knapp den Sprung ins A-Finale. Im B-Finale belegten sie den dritten Platz, womit sie den Wettbewerb als neunte beendeten. Beim dritten Weltcup in Luzern trat sie in derselben Bootsklasse an, wechselte allerdings die Partnerin. Zusammen mit Tara Hanlon belegte sie den vierten Platz im B-Finale und beendete den Wettkampf auf Platz 10. Bei den Weltmeisterschaften startete sie dann wieder zusammen mit Emily Hegarty. Dieses Mal gelang ihnen die Qualifikation für das A-Finale, wo sie den sechsten Platz belegten.
2019 trat sie bei den Weltmeisterschaften mit Tara Hanlon, Eimear Lambe und Emily Hegarty im Vierer ohne an. Sie verpassten es sich für das A-Finale zu qualifizieren und wurden mit einem vierten Platz im B-Finale am Ende 10. der Weltmeisterschaften. Im irischen Vierer ohne Steuerfrau nahm sie auch an den Europameisterschaften 2020 teil. Mit Eimear Lambe, Aileen Crowley und Fiona Murtagh gewann sie die Bronzemedaille hinter den Booten aus den Niederlanden und Italien. 2021 rückte Emily Hegarty für Aileen Crowley in den Vierer ohne. In der neuen Kombination gewannen sie bei der Europameisterschaft 45/100 Sekunden hinter den Niederländerinnen die Silbermedaille. Bei der Olympischen Regatta in Tokio siegten die Australierinnen vor den Niederländerinnen und den Irinnen.
2022 ruderten Natalie Long, Aifric Keogh, Tara Hanlon und Eimear Lambe im irischen Vierer. Bei den Europameisterschaften in München erruderten die Irinnen die Silbermedaille hinter den Britinnen. Bei den Weltmeisterschaften 2022 bildeten Keogh, Lambe, Fiona Murtagh und Emily Hegarty den irischen Vierer und wurden Sechste. Keogh, Hanlon, Murtagh und Lambe wurden 2023 Fünfte bei den Europameisterschaften in Bled. Danach wechselten Keogh und Murtagh in den Zweier und wurden Vierte bei den Weltmeisterschaften 2023 in Belgrad. Bei den Olympischen Spielen 2024 in Paris belegten Keogh und Murtagh als Zweite des B-Finales den achten Platz in der Gesamtwertung.

## Internationale Erfolge
- 2013: 4. Platz U23-Weltmeisterschaften im Vierer ohne Steuerfrau
- 2014: 10. Platz Weltmeisterschaften im Vierer ohne
- 2015: 5. Platz Weltmeisterschaften im Vierer ohne
- 2017: 8. Platz Weltmeisterschaften im Zweier ohne Steuerfrau
- 2018: 6. Platz Weltmeisterschaften im Zweier ohne
- 2019: 10. Platz Weltmeisterschaften im Vierer ohne
- 2020: Bronzemedaille Europameisterschaften im Vierer ohne
- 2021: Silbermedaille Europameisterschaften im Vierer ohne
- 2021: Bronzemedaille Olympische Spiele 2020 im Vierer ohne
- 2022: Silbermedaille Europameisterschaften im Vierer ohne
- 2022: 6. Platz Weltmeisterschaften im Vierer ohne
- 2023: 5. Platz Europameisterschaften im Vierer ohne
- 2023: 4. Platz Weltmeisterschaften im Zweier ohne
- 2024: 8. Platz Olympische Spiele im Zweier ohne